# Äthiopische Fußballnationalmannschaft der Frauen
Die äthiopische Fußballnationalmannschaft der Frauen ist die Nationalauswahl Äthiopiens und untersteht dem Ethiopian Football Federation.
Die Frauen-Nationalmannschaft Äthiopiens trat erstmals zur Qualifikation zur Afrikameisterschaft 2002 an und konnte sich auf Anhieb qualifizieren, wurde beim Endturnier aber nur Gruppenletzter und konnte sich somit auch nicht für die ein Jahr später stattfindende Weltmeisterschaft qualifizieren. 2004 gelang der Mannschaft der Einzug ins Halbfinale, in dem sie dem späteren Titelgewinner Nigeria mit 0:4 unterlag. Im Spiel um Platz 3 unterlag man Ghana erst im Elfmeterschießen. Danach nahm Äthiopien erst wieder an den Qualifikationsspielen zu den Olympischen Spielen in Peking teil, konnte sich dafür aber nicht qualifizieren. Die Mannschaft erreichte zwar die 3. Runde der Qualifikation, zog dann aber nach einem 1:3 gegen Ghana zurück. Alle bisher (Stand 9. Juni 2012) durchgeführten Länderspiele fanden gegen afrikanische Mannschaften statt.
Im Juli 2008 wurde der Äthiopische Fußballverband wegen Missachtung eines beschlossenen Aktionsplanes von der FIFA suspendiert.

## Turnierbilanz

### Weltmeisterschaft
| - 1991 bis 1999: nicht teilgenommen (1. Spiel erst 2002) - 2003: nicht qualifiziert - 2007: nicht teilgenommen - 2011: nicht qualifiziert - 2015: nicht qualifiziert - 2019: nicht qualifiziert - 2023: nicht qualifiziert |

### Afrikameisterschaft
| - 1991 bis 2000: nicht teilgenommen (1. Spiel erst 2002) - 2002: Vorrunde - 2004: Vierter - 2006 bis 2010: nicht qualifiziert - 2012: Vorrunde - 2014: nicht qualifiziert - 2016: nicht qualifiziert - 2018: nicht qualifiziert - 2022: nicht qualifiziert - 2024: nicht qualifiziert |

### Olympische Spiele
| - 1996 und 2000: nicht teilgenommen (1. Spiel erst 2002) - 2004: nicht teilgenommen - 2008: nicht qualifiziert/zurückgezogen - 2012: nicht qualifiziert - 2016: nicht teilgenommen - 2020: nicht qualifiziert - 2024: nicht qualifiziert |

### Afrikaspiele
- 2003: Vorrunde[4]
- 2007: Vorrunde
- 2011: nicht teilgenommen
- 2015: nicht qualifiziert